# Ministero della giustizia (Romania)
Il Ministero della giustizia (in romeno Ministerul Justiţiei) è un dicastero del governo rumeno.
Esso amministra il sistema giudiziario, contribuisce al funzionamento del sistema stesso e garantisce le condizioni per il funzionamento della giustizia come servizio pubblico, la difesa dello Stato di diritto, i diritti civili e le singole libertà (art. 2 della decisione del Governo nº 652 del 29 giugno 2009, relativa all'organizzazione e al funzionamento del Ministero della giustizia, come modificato dall'art. 5 e art. 16 lettera, del decreto 115/2009). Dal 2019 il ministro è Cătălin Predoiu.
Durante il periodo 22 dicembre 2008 - 23 dicembre 2009 è stato chiamato Ministero della giustizia e delle libertà dei cittadini (MJLC). Il Ministero della giustizia è un membro del progetto Codici Vin.

## Organizzazione
- Direzione nazionale della libertà vigilata
- Amministrazione nazionale degli istituti penitenziari
- Ufficio nazionale del registro delle imprese
- Istituto nazionale di perizia forense
- Autorità nazionale per la cittadinanza
- Ospedale "Prof. dr. Constantin Angelescu